# Clavier sensitif
Le terme de Clavier sensitif peut avoir plusieurs sens.
On distinguera par exemple :
- le clavier sensitif d'un piano, ce qui désigne un élément sensible par exemple à la force d'appui sur la touche ;
- le clavier sensitif au sens d'un organe de saisie sans déplacement de pièce mécanique (comme l'enfoncement d'une touche sur un clavier informatique standard) ;
- on a également appelé sensitif des claviers avec un toucher particulier (force d'appui très faible, ou course très longue).

## Définitions
Un clavier est un organe de saisie comportant des touches.

L'appui (ou le toucher dans le cas des sensitif, mais on conserve le terme d'appui ou activation) sur une touche va déclencher une action.
Cette dernière va dépendre de l'appareil lui-même : pour un piano on va générer une note, pour un digicode l'ouverture de la porte, etc.
Le clavier lui-même n'assure en général pas le traitement de cette action, il se contente de signaler l'activation de la touche à une unité de traitement (automate, ordinateur, instrument de musique ou autre).
Dans le cas d'un clavier mécanique, l'enfoncement de la touche est caractérisé par une force d'appui et une course.
La force est la pression à exercer sur la touche pour assurer un contact électrique.

La course est la mesure du déplacement à effectuer avant d'avoir ce contact.

La sensation tactile dépend essentiellement de la courbe force/course (courbe formant une sorte de S).
Dans le cas d'un clavier sensitif, il n'y a plus de notion de course. Dans certaines technologies sensitives (piézoélectrique), on peut éventuellement définir la force nécessaire.

## Technologie
Une des technologies utilisées est la détection capacitive, où l'on mesure la variation d'une Capacité électrique.
Un circuit électronique placé derrière une façade isolante (au sens électrique: bois, verre, marbre) compose une des armatures d'un condensateur.
Le fait de toucher cette surface avec le doigt ferme la deuxième armature de ce condensateur à la masse, et diverses techniques permettent alors de mesurer la variation de la capacité électrique.
Un simple traitement informatique permet la détection de la touche, et l'action qui en découle (envoie vers un PC, activation d'une entrée d'automate ou autre).

## Applications
Les claviers sensitifs sont utilisés lorsque les solutions classiques (mécaniques) sont inadaptées.
Par exemple dans le médical, où l'absence de pièce en mouvement et le fonctionnement derrière un verre favorise le nettoyage et la désinfection.
Dans les environnements explosifs, l'absence de contact électrique limite les risques d'étincelle.
Pour des applications où le design est important, ce genre de clavier autorise - presque - toutes les folies (dessin des touches, couleurs, formes).

L'anti-vandalisme peut être assuré par la face utilisée (verre très épais, marbre...).